# Kohlseifen
Das Kohlseifen (GKZ: 27611112) ist ein 1,2 km langer, orografisch linker Nebenfluss der Ruhr im nordrhein-westfälischen Winterberg, Deutschland.

## Geographie
Der Bach entspringt an der Nordostflanke des Dumels nördlich der Winterberger Kernstadt. Die Quelle liegt auf einer Höhe von etwa 674 m ü. NHN. Von hier aus fließt der Bach überwiegend in nördliche Richtungen und mündet nach einer Flussstrecke von 1,2 km nordwestlich des Ruhrkopfs auf 626 m ü. NHN linksseitig in die noch junge Ruhr, die bis hierher lediglich eine Flussstrecke von 1,0 km zurückgelegt hat.
Bei einem Höhenunterschied von 48 Höhenmetern beträgt das mittlere Sohlgefälle des Kohlseifen 57,6 ‰. Das 0,882 km² große Einzugsgebiet wird über Ruhr und Rhein zur Nordsee entwässert.